# 1937年上海
|        | 上海历史 |
| 世紀： | 19世紀上海 \| 20世紀上海 \| 21世紀上海                                                                                     |
| 年代： | 1900年代上海 \| 1910年代上海 \| 1920年代上海 \| 1930年代上海 \| 1940年代上海 \| 1950年代上海 \| 1960年代上海               |
| 年份： | 1933年上海 \| 1934年上海 \| 1935年上海 \| 1936年上海 \| 1937年上海 \| 1938年上海 \| 1939年上海 \| 1940年上海 \| 1941年上海 |
| 紀年： | 丁丑年（牛年）、上海开埠94周年、上海设市10周年                                                                             |

本年上海地方政府旗帜

这一年淞沪会战爆发，上海华界被日军占领，租界进入孤岛时期。

## 主要官员（公共租界）

### 工部局
- 总董： 安諾德→ 樊克令
- 总裁兼总办： 費信惇

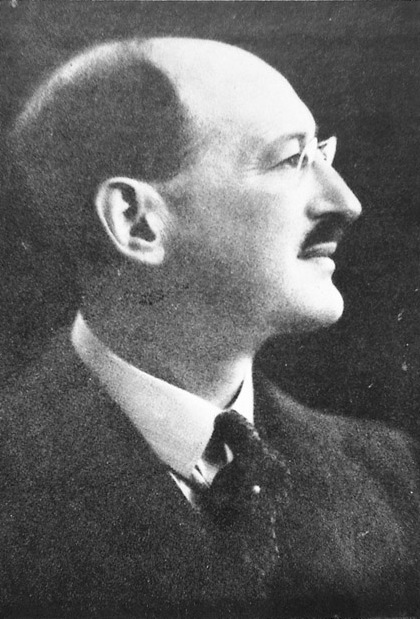
总董安诺德
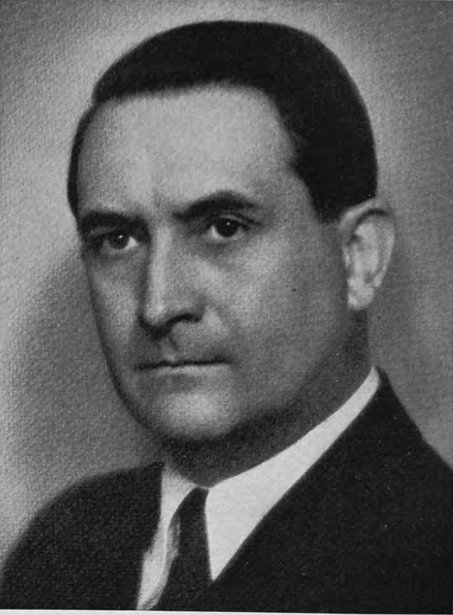
总董樊克令
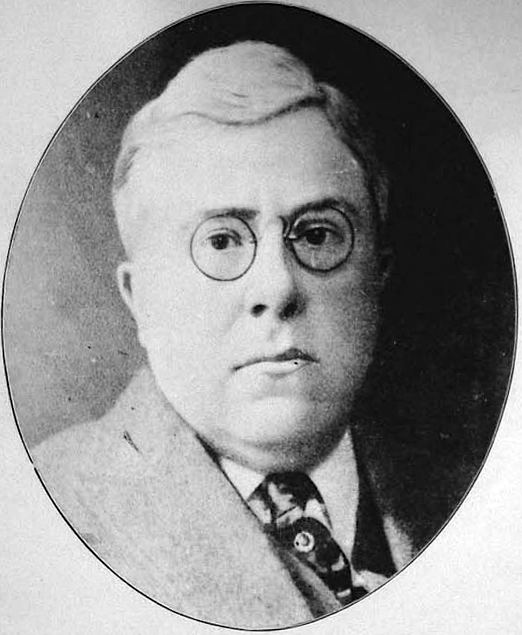
总裁、总办费信惇

## 主要官员（法租界）

### 总领事
- 马尔塞尔·博代兹（Marcel Baudez）

## 主要官员（华界：上海市大道政府）
11月12日，上海沦陷；12月7日，大道政府成立。

### 政府

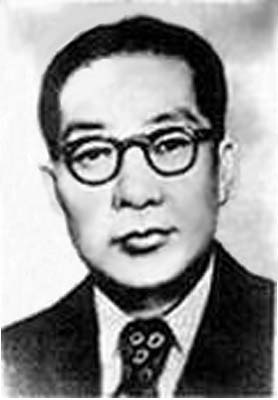
市长吴铁城
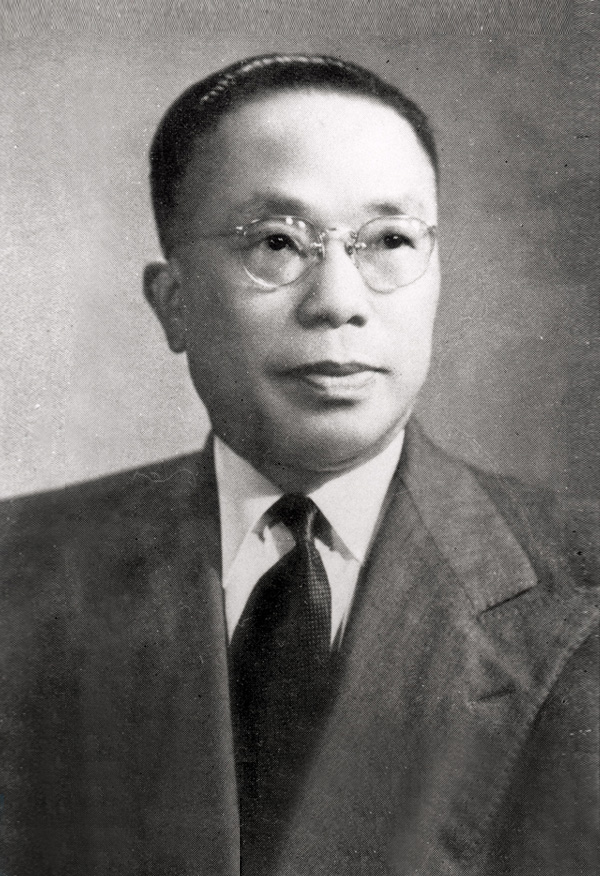
市长俞鸿钧

- 市长：苏锡文

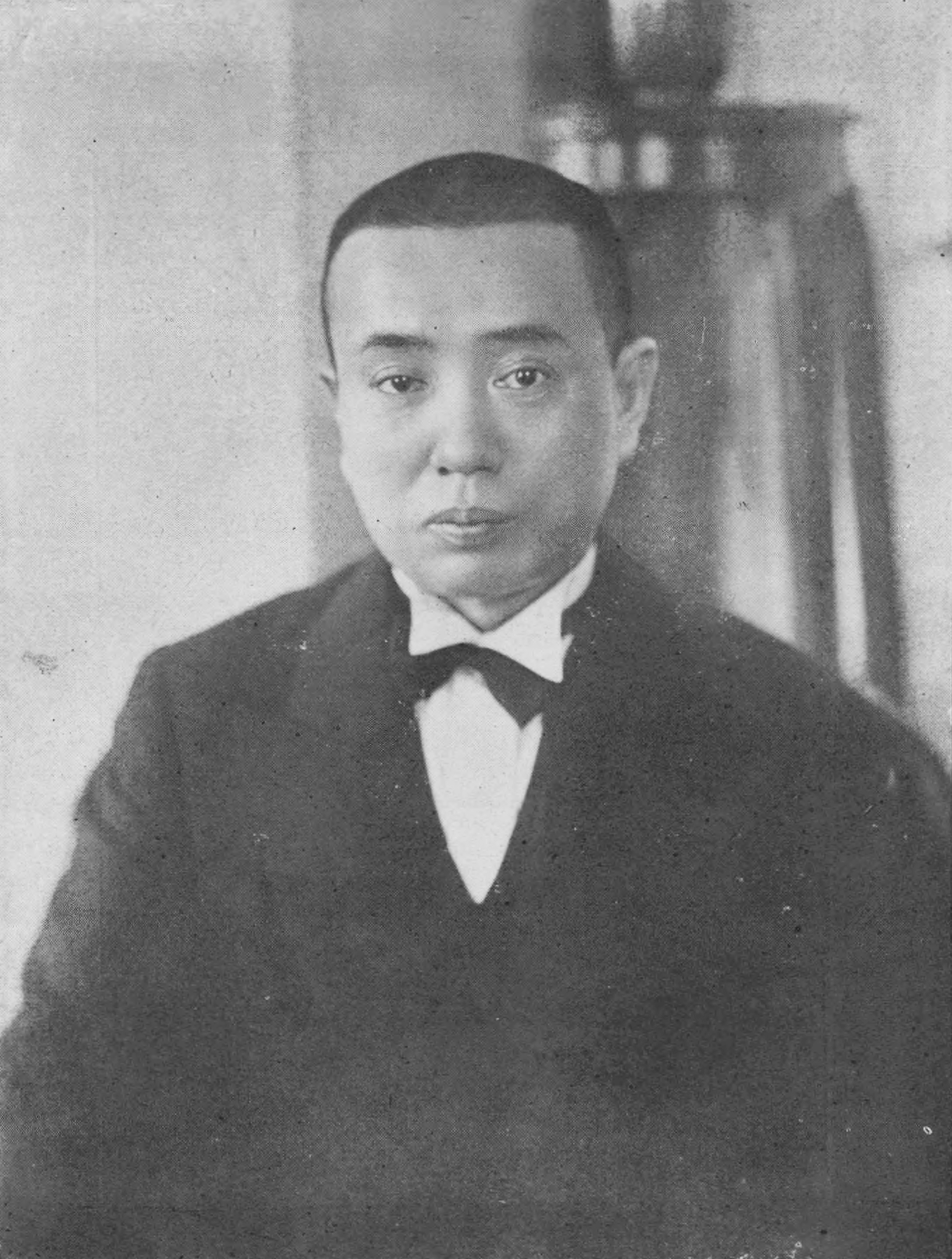
市长苏锡文

## 主要官员（华界：重庆国民政府）

### 政府
- 市长：吴铁城[註 1]→俞鸿钧[註 2]

- 市长吴铁城
- 市长俞鸿钧

## 大事记

### 1月
1月1日 市公安局奉令改称市警察局。
1月5日 中共领导人张闻天与毛泽东电在上海的潘汉年，要潘与宋子文接触，促使宋履行蒋介石在西安应允的“停战撤兵”等6项条件。
1月8日 招商局在上海设海洋航运处。行政院决定，以后全国各军政机关向外国订购货物、材料及装运，均委托航运处办理。
1月9日 上海市博物馆试开放，设历史、艺术两部。10日开放，观众1.3万余人。
1月13日 上海《大公报》报道，上年国人在沪犯罪917件，较前年增214件，其中贩运毒品的137件。
1月14日 川黔铁路股份有限公司在上海成立，股本2000万元。
1月17日 丝茧业同业公会成立。

### 2月
2月1日 上海至香港无线电话启用。
2月10日 俄国诗人普希金铜像于诗人逝世百年纪念日在祁齐路（今岳阳路）街道绿地落成。
2月26日 清晨，日本驻沪海军陆战队在沪东举行大规模军事演习。
是月 福佑路清真寺教长达浦生赴麦加朝觐后，在沙特参加世界回教大会，宣传抗日，并在埃及报刊上发表《告世界回教同胞书》，揭露侵华日军暴行。

### 3月
3月1日 宋子文低价收购南洋烟草公司20万股份，并连同简氏家属的20余万股份，均由宋氏操纵的广东银行掌管。次月宋子文任南洋烟草公司董事长。
3月5日 上海至西安长途电话启用。
3月8日 上海与日本大阪直接通报线路启用。
3月15日 市政府决定以1927年3月21日国民革命军光复上海之日为上海节。21日全市各界一律悬旗庆祝。
3月24日 日本驻沪海军陆战队在上海杨树浦举行铁甲车学习野战。4月1日1200余名士兵分别在沪东、沪西、北四川路（今四川北路）举行大规模军事演习。
3月25日 国产片《夜半歌声》被称为中国首部恐怖巨片，连映34天，观众10万余。
3月下旬 周恩来飞抵上海，与宋美龄会晤，请宋向蒋介石转交根据中共中央15项谈判条件拟就的书面意见。
是月 中国汽车制造公司上海分厂组装成第一辆柴油汽车。
是月 大光明电影院首映国产影片《迷途的羔羊》，国产影片开始进入上海首轮影院。
是月 市立医院开幕。
春 中国佛教会组织僧侣掩埋队，参加者200余人，至5月结束，共掩埋尸体1万多具。

### 4月
4月4日 上海至杭州开行特快旅客列车，全程运行时间3小时30分。
4月10日 官商合办的中国国货联合营业股份有限公司在沪成立。
4月11日 日本驻沪海军陆战队在杨树浦举行特别陆上演习，在江湾路、虹口公园举行阅兵式。
4月16日 中国国际图书馆等在上海主办世界百科全书展览会，展出图书400余种、2000多册，分为中、日、美、德、法、俄等文种。
4月20日 中国农民银行总行由汉口迁沪，是日起办公。
4月27日 中美定期航班首次通航。
4月30日 上海文化编译馆出版《蒋介石全集》。

### 5月
5月19日 上海电影制片业公会成立。
5月19日 上海与北美（美国、加拿大、墨西哥、古巴）无线电话启用。
5月27日 周恩来、林伯渠、秦邦宪等3人组成中共代表团，由西安飞抵上海，在上海与各方人士会谈，争取中共公开合法地位，筹办公开刊物。
5月28日 上海毛绒纺织业公会成立。
是月 中国茶叶公司在上海成立。

### 6月
6月1日 上午，日本陆战队在江湾路、施高塔路（今山阴路）一带举行巷战演习1.5小时。3日晚又在北四川路（今四川北路）一带演习巷战，使用手榴弹、机关枪等，居民备受惊扰。15日又行巷战演习。6月中旬补充新兵计有2500人以上。
6月5日 上海至苏联伯力直达无线电话启用。
6月8日 上海各交易市场大变，标纱、新花、公债、标金价均大涨。经纪人公会决定商请杜月笙、虞洽卿等出面调停。
6月10日 上海花布交易所发生风潮。上海标纱交易因纱荒及多头操纵，致纱价飞涨，市场混乱，交易无法进行。
6月17日 业余实验剧团上演话剧《武则天》。每日2场，连演21天。剧本被誉为中国妇女制宪中女权运动史剧。
6月19日 上海市商会召开第八届会员大会，通过《维护民族工业宣言》。
6月19日 浦东自来水厂出水，日出水300万加仑。
6月下旬 中共中央派刘晓赴上海整理和恢复上海党组织。
6月 长城铅笔厂股份有限公司创建，生产鹰牌、长城牌铅笔。
6月 上海华商资本机器工厂计570家，产值约占全市工业总产值1.9%，占全国工业总产值1.35%。
6月 中国旅行剧团在卡尔登大戏院首演话剧《日出》。

### 7月
7月2日 日本驻上海海军陆战队在虹口一带举行演习。7月15日日在沪兵力3100～3200人。
7月6日 上海钱兑业一致拒兑满洲国钞票。
7月7日 七七卢沟桥事变。日军在卢沟桥发动侵华战争，中国抗日战争爆发。
7月7日 周恩来、秦邦宪等乘机抵沪。后与潘汉年面谈布置抗日战争爆发后中共在上海的工作。13日周等到庐山与蒋介石会谈。
7月9日 上午证券交易所开盘，传闻卢沟桥战事中中日双方同意撤兵，交易骤繁，证券一致回涨。
7月上旬 根据中共中央指示，由刘晓、冯雪峰、王尧山组成中共上海三人团，主持上海党的工作。
7月12日 卢沟桥事变后，是日上海市抗敌后援会，发动民众，支援前线将士。
7月12日 上海运天津布匹、杂货锐减，除面粉、米粮外均停。13日运青岛、烟台货数量大落。
7月13日 旅沪日侨40人乘日轮返国。30日经沪返国631人。
7月15日 上海剧作者协会扩大改组为中国剧作者协会，决定集体创作三幕剧《保卫卢沟桥》。8月7日在蓬莱大戏院公演8天。
7月27日 因遭国民政府通缉而逃亡日本的郭沫若返国抵上海，受到上海各界人士盛大欢迎。
7月27日 代理市长俞鸿钧出任上海市长。
7月28日 上海文化界救亡协会成立。
7月31日 中央银行、中国银行、交通银行、中国农民银行在上海组成银行联合办事处。
夏 工部局允男子入公共租界游泳池游泳可穿全质羊毛短裤，无须再着上衣，游泳者因此增多。

### 8月
8月7日 日本在华舰队集中长江中下游，上海形势益形紧张。
8月8日 闸北、南市等处居民多迁至租界，江浙地区居民纷迁上海，冀免战祸。
8月9日 国民政府资源委员会在行政院会议上，提出《上海各工厂迁移内地工作专供充实军备以增厚长期抵抗外侮之力量案》，决定将上海工作母机2000台连同工具，另择炼钢、炼氧、制罐、橡胶轮胎、制造防毒面具等生产设备及各厂3000余人，迁后方生产。以56万元为机器业各厂内迁费，另拨329万元以低息贷款为工厂重建费。10日获行政院通过。12日上海工厂迁移监督委员会成立，后组成上海工厂联合迁移委员会。上海开始迁移机器厂、面粉厂、纱厂、火柴厂、制酸厂、制碱厂等。
是日 虹桥机场事件发生。下午5时，日本海军陆战队第一中队海军中尉大山勇夫和一等水兵斋藤要藏，不听上海保安团队员劝阻，驾军用汽车强闯虹桥军用飞机场警戒线内挑衅，开枪打死机场守卫后，被保安团队员击毙。市长俞鸿钧向日方提出抗议。是夜中日双方表示愿以外交途径解决。
是日 日军连日在虹口、闸北一带演习。
8月11日 日海军第一舰队20艘军舰到沪。
是日 闸北、虹口一带工厂相率售闭，工人纷纷携眷返籍。周内近11万人乘轮返甬。殷实之家纷避长江上游地区。
是日 华商证券交易所奉令停业。
是日 驻松江、吴县的中国军队独立第二十旅，驻蚌埠第五十八师，驻西安、汉口的第三十六、九十八师奉命赴沪。
是日 中国军队87、88师奉命向淞沪近郊推进，至庙行、真如一带布防。
8月12日 为防日军在上海发动挑衅，蒋介石部署上海军事。第八十九师、第五十七师一六九旅、第八十七师、第八十八师向上海集中，分配上海中国军队战斗系列。张治中、张发奎分别为第九、第八集团军总司令，两集团军分担上海右翼（沪西）、左翼（沪东）防务。中国军队封锁长江、吴淞口和黄浦江。
是日 毛泽东、张闻天电秦邦宪、潘汉年，部署上海失陷后的救亡运动与中共在上海的秘密工作。
8月13日 上午9时15分，一支日武装便衣队窜入虹口横浜路上海保安团防地，哨兵鸣枪警告，日便衣队向哨兵开枪。10时半商务印书馆附近中国军队向日阵地射击。傍晚八字桥附近中国军队开始炮击。八一三淞沪会战爆发。
8月13日 中国全部空军兵力移京沪地区，共4个大队、飞机百余架。国民政府宣布封锁长江镇江以下江面，张治中为京沪警备司令。
8月13日 英、美、法驻沪军事当局成立非正式租界防委会。
8月13日 上海救济会成立。由中外人士18人任事务委员会委员，基本团体有中国红十字会等。
8月13日 上海中央造币厂停铸，由沪迁渝。
8月13日 上海市政府由江湾新市区迁回枫林桥旧址办公。
8月13日 夜，公共租界工部局公布实行武装中立。
8月13日 涌入租界难民近6万人。14日设10余处临时收容所，安置难民。
8月13日～11月12日 146家华商工厂从上海迁出，其中大多数经武汉迁往重庆。沪上360家华商机器厂毁于炮火，占总数63.2%。
8月14日 日军航空队突击笕桥机场，中国空军第四大队奋起迎战，一举击落日机6架，自己无一伤亡。国民政府遂定8月14日为空军节。
是日 中国军队向虹口、杨树浦日军发动攻击。
是日 江南造船厂奉令将1艘军舰、12艘商船凿沉于十六铺宁绍码头附近水道，阻挡日舰进港。
是日 下午，中国空军飞行轰炸泊上海黄浦江日旗舰出云号，有炸弹坠落沙逊大厦（今和平饭店）和大世界游乐场十字路口，死伤甚众。
8月15日 公共租界实行宵禁。
是日 法租界是日起禁止在公路上集会及在任何场合开会演讲。
是日 日军以第十一师团主力自浏河镇登陆，第三师团在吴淞登陆。
是日 日本飞机百余架对上海周围机场及南京、南昌等地反复空袭。
是日 中国军队六十一、十一师及第一军陆续到沪增援。
是日 公共租界各影戏院陆续停业。
是日 浦东同乡会开始遣送同乡返籍。至26日约近万人返乡。
8月17日 晨5时半驻沪中国军队开始全线向日军总攻。日军在上海北面及海军操场的反击被击退，中国军队伤亡甚重。
是日 日军自杨树浦引翔镇败退前，肆意烧杀，全镇一片火海。21日退出百老汇路（今吴淞路），焚烧东有恒路（今东余杭路）、塘山路（今唐山路）、东熙华德路（今东长治路）一带。
8月18日 中国军队推进到闸北、虹口、杨树浦一线，形成有利态势。
8月19日 《抗战》（曾改名《抵抗》）创刊，三日刊。邹韬奋创办并主编。
8月19日 《抗战画报》创刊，周报。
8月20日 中国政府成立以蒋介石为首的大本营，全国划分为4个战区。划江苏长江以南（包括京沪）及浙江为第三战区，以冯玉祥为战区司令长官。淞沪战场兵团防区划分，苏州河以北，沿黄浦江以西，属第九集团军，以张治中为总司令。苏州河以南，浦东及杭州湾左岸，属第八集团军，以张发奎为总司令。江防方面由第十五集团军总司令陈诚指挥。另有第十八军、五十四军、三十九军加入，总兵力约30万人。重点防守沿江吴淞、宝山、月浦、浏河一带。
8月中旬 中共上海工人运动委员会、群众委员会成立。
8月22日 上海第一艘内迁工厂民船取道苏州河驶出上海，转赴镇江、武汉。
是日 晚，日军舰13艘侵入长江口，次日晨登陆。
8月23日 下午1时许日机在南京路（今南京东路）投弹，落先施公司楼上，死伤平民百余人。
是日 第九集团军（张治中部）、第十五集团军（陈诚部）、第十九集团军（薛岳部）在张华浜吴淞一带与日军激战。战线延至50公里。
8月24日 上海文化界救亡协会创办《救亡日报》，郭沫若任社长，夏衍任总编辑。
8月24日 《呐喊》周刊创刊，上海抗日刊物增至20余种。
8月26日 日机轰炸铁路上海南站，死伤700余人。
8月26日 国民政府财政部核准中央、中国、交通、中国农民4总行在各行分支行所在地联办贴放事宜。
8月26日 中国红十字总会及市救委会成立救护医院13所、特约医院13所，救护队6个、急救队3个等，救护淞沪会战的中国军队伤病员。
8月27日 吴淞炮台陷日军之手。28日罗店沦陷。
8月30日 吴淞口及黄浦江中日舰多达64艘。至9月中旬增至130艘以上。
8月31日 法租界当局据报，传染病较上年同期激增，传染病例增至193起。至是日发现霍乱患者12人，均为中国人。
8月下旬 中共中央决定设立八路军驻上海办事处（简称八办），负责人潘汉年。
8月 周恩来在沪会见叶挺，请叶出面改编南方游击队，参加抗战。
8月 闸北姚家石桥一带房屋全部毁于日军炮火。后苏北等地难民搭建“滚地龙”棚户，形成蕃瓜弄棚户区。
8月 中国国货公司约70%职工领取2个月预发工资返乡暂避。淞沪会战中全市各大百货公司营业额下降一半。
8月 上海金业交易所奉令暂时停业。黄金买卖转入黑市。
8月 南洋烟草公司停工，总厂被毁，被日军辟为日军野战邮局。
8月 杨树浦、吴淞、沪西各纱厂全部停工。
8月 小东门方浜路一带大型绸布商店宝大祥等受战事影响营业大减，难以维持。
8月 全市7家电影公司停止摄片。
8月 全市华人体育场馆全部停顿。
8月 山海工学团千余人撤至上海泰利、仁济堂、青年会等难民收容所从事难民教育。

### 9月
9月1日 外滩黄浦江出现平民浮尸百余具。
9月2日 八一三事变后，全市30万工人失业，纱厂失业工人请求救济。
9月3日 吴淞、罗店、浏河、嘉定地区全线发生激战。两日内日军伤8000余人。
9月4日 浦东炮战，租界内坠弹甚多。
9月7日 守卫宝山县城的九十八师五八三团第三营营长姚子青和全体官兵600余人，与日军血战9昼夜，同时殉国。宝山沦陷。
9月10日 （南）京沪公路直达车首次通车。
9月11日 日政府决定增派第九、十三、一百零一师团及第三飞行团参加沪战。至此在沪日军兵力有5个师团近20万人、重炮300多门、坦克200余辆、飞机300余架、舰只70余艘。
9月11日 日机轰炸龙华寺，死伤五六十人。
9月11日 法租界霍乱患者日增。
9月12日 中国军队放弃上海战场第一道防线，自杨树浦阵地撤至江湾。
9月17日 中国军队撤至北站、江湾、庙行一线重新布防。
9月18日 行政院资源委员会的《上海工厂迁移内地扩充范围请增经费案》，要求国民
政府财政部拨款补助内迁的天利等4厂及8家造船厂以及商务、中华、开明等8家印刷厂等。行政院允增加52.6万元迁移费，并宣布对上海现行迁厂办法即行截止。全市迁出的工厂占全市2.7%。
9月18日 晚，中国空军24架飞机夜袭日军驻地。
9月19日 复旦、大同等4所大学未能如期开学。教育部准予迁校。
是日 市救济委员会发起救济伤民难民征募播音，聘请梅兰芳及30名票友、电影明星等作京剧和歌唱播音，得捐款4800余元。
是日 公共租界工部局音乐队与南京大戏院合作，并办慈善音乐会。
是日 《救亡漫画》出版。
9月中旬 数千难民栖身外滩一带草坪及租界荒僻地区，肇嘉浜等地渐形成棚户居民点。
9月21日 国民政府统帅部令第三战区调整部署，分为右翼、中央、左翼3个作战军。右翼总司令张发奎，辖第八集团军及第十集团军。中央军总司令朱绍良，辖第九集团军和第十八师。左翼军总司令陈诚，辖第十五集团军及第十九集团军。在淞沪一带中国军队达40余万人。
9月21日 中国军队退守浏河，蕰藻浜、庙行第一道防线，转入防御阶段。
9月21日 日军第11师团向西进兵，逐次突破中国军队阵地。
9月24日 市卫生局筹设国际临时霍乱医院。
9月28日 国际新闻供应社在沪成立。
9月 据日军参谋本部统计，月内上海方面日军死2528人，伤9806人。
9月 刘长胜受中共中央委派到沪参加领导恢复和重建党组织工作。
9月 协大祥绸布店在金陵东路设临时支店。
9月 圣约翰大学在南京路（今南京东路）大陆商场租屋开课。沪江大学迁圆明园路209号开课。

### 10月
10月1日 拂晓，日军突破陆桥、刘家行中国军队阵地。
10月1日 日军占据江海关杨树浦分关原址，擅设税关。
10月2日 日军增派一独立野战重炮兵大队到沪。
10月4日 中午，日军以重炮轰击中国军队蕰藻浜浜南阵地，中国军队与日军激战竟日。晚日军进攻罗店，施放毒瓦斯。
10月5日 以纱厂女工为主体的上海劳动妇女战地服务团赴前线随军开展宣传、民运工作。历经3年，辗转8省，行程2万余里。结束时部分团员分赴延安和皖南抗日根据地。
10月10日 上海学生战时服务团团员达1000余人。成立技术大队、交通大队、防护大队、普通大队等分赴京沪线战区服务。
10月13日 市社会局公布，全市有商店86639家、工厂5525家、作坊16851家。
10月15日 据市社会局调查，至是日全市遭损毁的大学14所，中学27所，小学44所，博物馆、图书馆等8处。
10月16日 市社会局调查，上海各大学因战事损失约662.32万元，各中学损失220万元，各小学损失25.91万元，博物馆、图书馆、体育场等损失186万元。
10月18日 中共领导人张闻天、毛泽东电上海潘汉年、刘晓，指出中共上海党组织目前中心工作是加强各种救亡协会和群众团体工作。
10月22日 拂晓，日军主力南扑大场，西破南大公路。
10月23日 闸北中国守军总退却。10月27日，中国军队第八十八师二六二旅五二四团团附谢晋元奉命率领一营（实有452人，号称八百壮士），坚守闸北四行仓库，掩护主力退却。与日军战斗4昼夜后，所剩398人奉命退入公共租界。
是日 晨，日军逼近四行仓库，中国记者曹聚仁与女童子军队员杨惠敏进入四行仓库采
访和慰问。
10月25日 晚，日海军炮舰齐集苏州河口要冲进苏州河，英军与之相持经日。
10月27日 晨，日军侵占闸北，焚烧3天，数千民房化为灰烬。
是日 日机12架在沪西周家桥白利南路（今长宁路）投弹十余枚，炸毁申新一厂等，死伤300余人。
是日 天原电化厂股份有限公司董事会决议迁厂武汉。后在重庆、宜宾等地复工。
10月28日 全市各大中学校学生会等40余救亡团体成立上海市学生界救亡协会。
10月31日 中国军队放弃南翔以东、苏州河北岸全部阵地。
10月 永安公司资方要求英驻沪领馆出面，向日本交涉索赔因日机轰炸造成财产损失约41万元。
10月 上海水泥厂被日军强占。
10月 商务印书馆开始印行中日文化建设协会主编的《抗战小丛书》。
10月 工部局统计，公共租界内有难民收容所110所，收容难民72070人，另有街头难民约4190人。淞沪会战后遣送回籍64370人，离沪返内地总计371270人。
10月 佛教界圆瑛、明旸师徒乘轮赴南洋讲经，为抗战募款。
是月 在沪日侨剩5000余人。

### 11月
11月2日 上海中央银行停止日汇挂牌交易，日商银行钞票、支票一律拒收。
11月3日 中华文艺协会、剧本作者协会、中华作曲者协会、戏剧界救亡协会等50余团体，组成上海文艺界救亡协会。
11月4日 夜，日第八军在第八舰队护卫下，分乘约100艘船进入杭州湾。5日晨在杭州湾北岸金山卫、全公亭同时登陆，中国守军陷入被夹击困境。日军向松江进逼，包围上海。
是日 中国红十字会在南市设难民区，收容被灾难民。
11月5日 日军在杭州湾登陆后，在长江以南占领区强行使用军用手票（简称军票）。
11月6日 晚，驻浦东中国军队移撤，乡民惊惶不安。
11月8日 中国军队第三战区长官部向上海战区部队下达转移命令。
是日 市政府布告，以沪南区南至方浜路，东西北至民国路（今人民路）之区域划为难民区，供难民栖身。9日南市难民区开辟，约可收容难民10万人。
11月9日 松江沦陷。晚，日军占领虹桥机场、龙华镇、浦东。
是日 上海与国内长途电话通讯中断。
11月10日 上午驻华英海军总司令李德尔与驻华英陆军总指挥司马莱访问上海区日军总司令松井石根，讨论上海英日共同关系。
11月11日 市长俞鸿钧发表《告市民书》，国民政府军委会政训处发表《告上海同胞书》。深夜中国军队撤离南市，开始全面退却。
是日 南市数万难民向北迁避，被法租界警务当局阻止。致民国路（今人民路）一带五六万难民露宿街头。
11月上旬 中共江苏省委成立，书记刘晓。省委之下建立军事运动、工人运动、职员运动、学生运动、文化界运动、妇女运动6个委员会和巡警、海关两个特别支部。1938年秋又增建教育界运动委员会。
11月12日 日军占领南市，上海沦陷，公共租界和法租界成为“孤岛”。
是日 奉贤、南汇、川沙3县沦陷。
是日 上海两租界米号存米售罄。蔬菜、鱼蟹涨价。南市难民2万人断炊，六七万人仅有数日口粮。
11月13日 国民政府淞沪战区指挥部所在地南翔弃守，淞沪会战宣告结束。会战历时3个月。
是日 8月13日起至是日日军先后编成上海派遣军和华中方面军，下辖近10个师团的兵力约28万人，动用军舰30余艘、飞机500余架、坦克300余辆，大举进犯上海。中国方面先后调集中央部队及广东、广西、湖南、四川、贵州、云南部队总兵力约70余师、军舰艇40余艘、飞机250余驾投入自卫战，毙伤日军4万余人。
11月14日 财政部令中央、中国、交通、中国农民4行照常执行业务，办理汇兑业务。
是日 轮船招商局总局迁汉口。
11月16日 财政部税务署迁南京，所有沪上厂商事件由该署驻沪办事处办理。
11月17日 南市、浦东沦陷后火烧四五日不熄，损失总计5亿元以上，难民失所者达二三十万人。
11月19日 普善山庄及同仁辅元堂分别组织掩埋队，收葬阵亡士兵及罹难民尸数万。
是日 自上海沦陷后，水路交通仅外商各轮维持行驶。是日内河航运阻断。下旬上海与内地运输改由江北航行。
是日 中共上海党组织作出《关于上海陷落后上海党的任务的决议》。
11月20日 中央、中国、交通、中国农民等4银行西迁，上海的4行改称分行，办理汇兑买卖。各商业储蓄银行向汉口、重庆等地设分行、支行及办事处。
是日 日本华中方面军司令官和日本驻上海总领事，向公共租界、法租界提出有关禁止反日、禁止租界内中方政府机关活动等5项要求。
11月23日 晚，上海日报公会召开紧急会议，讨论报刊停刊问题。中央通讯社上海分社定于24日停止发稿。
11月24日 华南公司向暹罗（今泰国）购大米数万包，运抵上海。
11月25日 为防止日伪管制，上海租界内中国人办华文报纸挂名外国老板，出版“洋旗报”，是日首种洋旗报《华美晚报晨刊》出版。至1940年租界内出版洋旗报20余种。
是日 日军派日本人赤谷田助任江海关副税务司、加藤桂一任税收主任。
11月26日 俞鸿钧、杜月笙离沪赴港。
11月28日 日本强行接收设于上海租界内的交通部上海电报局和广播电台、上海各无线电报房、上海新闻检查所，上海与各地公众电讯交通完全断绝。
是月 自七七事变后，军统头目戴笠对在沪军统特工加派潜伏组，从事对日情报工作。上海沦陷后潜伏组多进入租界，从事暗杀汉奸和阻止上层人物投敌。
是月 八路军驻上海办事处负责人李克农、潘汉年先后离沪。
是月 上海沦陷后，江南造船所及10家专营修造轮船的华商船厂均为日方侵占。
是月 江南造船厂在租界内设立江南造船所办事处。
是月 上海对外贸易额，比上月再落30.1%。
是月 上海国际救济会初设3处收容所，收容难民7610人。
是月 地处江湾战区的暨南、同济、复旦等高校校舍、图书等多被日军炮火焚毁。敬业、务本等6所市立中学损失达82万元。全市68所私立中学财产损失价值1571万元。
是月 上海县被一分为三，浦东部分分别隶市浦东南区、南汇县，浦西部分由伪上海县治安维持会另行划分为6区6镇63乡。

### 12月
12月1日 自淞沪会战至是日，上海迁往武汉工厂123家、机器材料1.2万吨以上、工人约1500人。
是日 亚美电台宣布停止播音，拆毁多部播音机，免为日军利用。
12月4日 全市105家丝厂，除公共租界3家开工外，均已停工。
12月5日 伪上海市大道政府在浦东东昌路警察局旧址成立，悬杏黄太极旗，苏锡文任伪市长。
12月12日 上海28家华商纱厂自八一三事变后完全停工。是日沪西申新二、九厂等7家纱厂开工恢复夜班。
12月13日 日军强占上海新闻检查所，向各报发出通令，自14日晚起各报须将稿件小样送交该所检查，否则不得刊载。
12月14日 日军在上海实施新闻检查，上海《申报》《大公报》停刊。
12月16日 日军接管上海全部海关行政。
是日 浦东同乡会自10月30日至是日设12处收容所，收容难民3696人。
12月26日 日军在上海成立新闻检查所，强迫各报接受检查，上海日报公会所属各报绝大部分自动停刊，拒绝验收。
12月29日 上海市民协会成立，会员百余人，多为商业界闻人。
12月下旬 公共租界工部局管理工厂事务股报告，淞沪会战中界内工厂全毁于战火的共905家，遭重大毁坏约1000家；由战区迁入沪西、沪中及沪北英军防线内422家。另据市社会局调查，淞沪会战中上海损毁工厂2270余家，损失总额约8亿元，其中闸北区损毁100%，虹口和杨浦区完全被毁达70%。
是月 公共租界死亡人数甚多，且60%为暴露尸体。
是月 市政府将所辖区域内地方文件托交公共租界工部局工务处保管。
年底 国民政府经济部工厂登记，年内全国工厂3935家，上海市占1/3。
年底 公共租界公共难民收容所154所，计收难民90484人。
是年 在沪荣家企业，计8家工厂受战火损毁，仅在租界的申二、申九等厂幸存。
是年 沪战前上海华商船业公司计53家，轮船352艘，541128吨。
是年 市轮船管理处开航6线，有渡轮14艘、码头14处。战时改组，历时8年，损失甚巨，几陷停顿。
是年 淞沪抗战中，经公共租界工部局处置的尸体共101047具，另清理战场掩埋士兵尸体2201具、居民尸体1286具。
是年 中华皮鞋公司为英王乔治六世加冕定制100双不同款式、面料的女皮鞋。
是年 嘉定特色名酒郁金香在莱比锡博览会获金奖。
是年 郑振铎、胡愈之等20人秘密组织复社，筹备出版《西行漫記》和《鲁迅全集》等。
是年 周信芳组织移风社。
是年 女班绍兴文戏科班四季春班进沪演出。1938年再度在沪组班。
是年 八一三事变以后，上海寺庙普遍遭受破坏。至抗日战争胜利，寺庙约有250所，僧尼约5000人。
是年 公共租界、法租界人口共计为170万人。